# Super Street Fighter II Turbo HD Remix
Super Street Fighter II Turbo HD Remix är ett spel från 2008, utvecklat av Backbone Entertainment och publiceras av Capcom. Spelet har släppts till Playstation 3 och Xbox 360, där spelet laddas ned från Playstation Store resp. Xbox Live Arcade.